# Wortel 5
Wortel 5 is het positieve reële getal dat vermenigvuldigd met zichzelf het getal 5 oplevert. Het heeft een waarde van ongeveer 2,23607 en wordt wel de hoofdwaarde van wortel 5 genoemd, om verwarring te voorkomen met het negatieve getal (ongeveer -2,23607) dat gekwadrateerd ook 5 geeft. Wortel 5 wordt genoteerd als √5 en komt voor in de uitdrukking voor de gulden snede. Zoals √3 de lengte van de lichaamsdiagonaal van een kubus in de ruimte volgens de stelling van Pythagoras, is √5 de lengte van de lichaamsdiagonaal van een hyperkubus in de vijfdimensionale ruimte. Volgens de definitie van machten met een gebroken macht (exponent) is √5 gelijk aan {\displaystyle 5^{\frac {1}{2}}}.
√5 kan niet geschreven worden als een breuk van gehele getallen en is daarmee een irrationaal getal. De eerste 60 significante cijfers van de decimale weergave zijn
2,23606 79774 99789 69640 91736 68731 27623 54406 18359 61152 57242 7089 
De afronding tot 2,236 is 99,99% precies. Een goede benadering van √5 is 161/72 ≈ 2,23611, met een verschil met de exacte waarde van minder dan 1/10.000, ongeveer 4,3 x 10−5, ondanks de kleine noemer van maar 72. In december 2013 was √5 berekend tot ten minste tien miljard decimalen.

## Kettingbreuk
√5 kan geschreven worden als de kettingbreuk
{\displaystyle [2;4,4,4,4,4,\ldots ]=2+{\cfrac {1}{4+{\cfrac {1}{4+{\cfrac {1}{4+{\cfrac {1}{4+\ddots }}}}}}}}.} 
De convergenten en semiconvergenten van deze kettingbreuk zijn (de zwarte termen zijn de semiconvergenten):
{\displaystyle {\color {red}{\frac {2}{1}}},{\frac {7}{3}},{\color {red}{\frac {9}{4}}},{\frac {20}{9}},{\frac {29}{13}},{\color {red}{\frac {38}{17}}},{\frac {123}{55}},{\color {red}{\frac {161}{72}}},{\frac {360}{161}},{\frac {521}{233}},{\color {red}{\frac {682}{305}}},{\frac {2207}{987}},{\color {red}{\frac {2889}{1292}}},\dots }
Convergenten zijn rood; hun tellers zijn 2, 9, 38, 161, ... en hun noemers zijn  1, 4, 17, 72, ...
Het zijn allemaal de beste rationale benaderingen van √5, dat wil zeggen dat de benadering van √5 beter is dan met een breuk met een kleinere noemer.

## Benadering door iteratie
Als √5 door middel van iteratie wordt berekend, te beginnen met r0 = 2 en met rn+1 = 1/2 (rn + 5/rn) voor {\displaystyle n} = 0, 1, 2, 3, .., dan is de n-de benadering rn gelijk aan het {\displaystyle 2^{n}}-de getal in een convergerende rij:
{\displaystyle {\frac {2}{1}}=2{,}0;\quad {\frac {9}{4}}=2{,}25;\quad {\frac {161}{72}}=2{,}23611\ldots ;\quad {\frac {51841}{23184}}=2{,}2360679779\ldots }

## Geneste kwadraten
Deze geneste kwadraten convergeren naar {\displaystyle {\sqrt {5}}}:
{\displaystyle {\begin{aligned}{\sqrt {5}}&=3-10\left({\frac {1}{5}}+\left({\frac {1}{5}}+\left({\frac {1}{5}}+\left({\frac {1}{5}}+\ldots \right)^{2}\right)^{2}\right)^{2}\right)^{2}\\&={\frac {9}{4}}-4\left({\frac {1}{16}}-\left({\frac {1}{16}}-\left({\frac {1}{16}}-\left({\frac {1}{16}}-\ldots \right)^{2}\right)^{2}\right)^{2}\right)^{2}\\&={\frac {9}{4}}-5\left({\frac {1}{20}}+\left({\frac {1}{20}}+\left({\frac {1}{20}}+\left({\frac {1}{20}}+\ldots \right)^{2}\right)^{2}\right)^{2}\right)^{2}\end{aligned}}}

## Gulden snede en de rij van Fibonacci

De diagonaal ter lengte van √5/2 van een half vierkant is de grondslag voor de meetkundige constructie van een gulden rechthoek.

De gulden snede φ is het rekenkundig gemiddelde van 1 en {\displaystyle {\sqrt {5}}}. Het algebraische verband tussen √5, de gulden snede en zijn geconjugeerde (Φ = –1/φ = 1 − φ) is:
{\displaystyle {\begin{aligned}{\sqrt {5}}&=\varphi -\Phi =2\varphi -1=1-2\Phi \\[5pt]\varphi &={\frac {1+{\sqrt {5}}}{2}}\\[5pt]\Phi &={\frac {1-{\sqrt {5}}}{2}}.\end{aligned}}}
{\displaystyle {\sqrt {5}}} komt van nature voor in de uitdrukking voor de getallen in de rij van Fibonacci:
{\displaystyle F(n)={\frac {\varphi ^{n}-(1-\varphi )^{n}}{\sqrt {5}}}.}

## Meetkunde

Ontleding van een Conway-driehoek in kleinere driehoeken (homothetie).

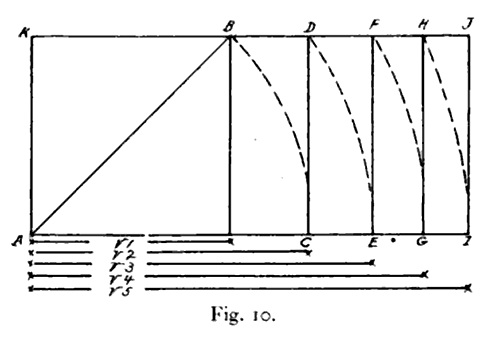
Constructie van wortels met een passer volgens Jay Hambidge (Dynamic symmetry: the Greek vase, 1920).

Meetkundig is √5 de lengte van de diagonaal van een rechthoek met zijden ter lengte 1 en 2 vanwege de Stelling van Pythagoras. Zo'n rechthoek is te maken door een vierkant te halveren, of door twee gelijke vierkanten naast elkaar te zetten. Met het verband tussen √5 en het gulden getal φ = (1 + √5) / 2 vormt dit het uitgangspunt voor de meetkundige constructie van een gulden rechthoek uit een vierkant en voor de constructie van een regelmatige vijfhoek, want de verhouding van een zijde tot de diagonaal van een vijfhoek is gelijk aan φ. √5 is ook de lengte van de diagonaal van een kubus met zijden ter lengte 1.
Een rechthoek met verhoudingen van de zijdes 1:√5 kunnen we een wortel 5 rechthoek noemen. Deze past in een reeks rechthoeken met wortels, een deelverzameling van de dynamische rechthoeken van de kunstenaar Jay Hambidge, die uitgaan van √1 (= 1), √2, √3, √4 (= 2), √5… en gemaakt worden door achtereenvolgens de diagonaal van de vorige rechthoek te gebruiken, te beginnen met een vierkant. Een wortel 5 rechthoek is bijzonder omdat hij gesplitst kan worden in een vierkant en twee gulden rechthoeken (met afmetingen Φ × 1) waarin Φ = 1/φ = φ - 1 = 0,618... of in gulden rechthoeken van verschillende groottes (met afmetingen Φ × 1 en 1 × φ).
Zo'n rechthoek met verhoudingen van de zijdes 1:√5 kan ook gezien worden als de vereniging van twee gelijke gulden rechthoeken (met afmetingen 1 × φ) waarvan de doorsnee een vierkant is. Dit kan gezien worden als de meetkundige uitleg van het algebraische verband tussen √5, φ en Φ. De rechthoek met wortel vijf kan opgebouwd worden uit een 1:2 rechthoek of meteen uit een vierkant net als de methode voor de gulden rechthoek (zie de figuur) maar dan door de booglengte √5/2 naar beide kanten uit te breiden.

## Goniometrie
Net als √2 en √3 komt √5 vaak voor in goniometrische uitdrukkingen, bijvoorbeeld in de sinus- en cosinuswaarden voor alle hoeken in graden die deelbaar zijn door 3 maar niet door 15. De eenvoudigste zijn
{\displaystyle {\begin{aligned}\sin {\frac {\pi }{10}}=\sin 18^{\circ }&={\tfrac {1}{4}}({\sqrt {5}}-1)={\frac {1}{{\sqrt {5}}+1}},\\[5pt]\sin {\frac {\pi }{5}}=\sin 36^{\circ }&={\tfrac {1}{4}}{\sqrt {2(5-{\sqrt {5}})}},\\[5pt]\sin {\frac {3\pi }{10}}=\sin 54^{\circ }&={\tfrac {1}{4}}({\sqrt {5}}+1)={\frac {1}{{\sqrt {5}}-1}},\\[5pt]\sin {\frac {2\pi }{5}}=\sin 72^{\circ }&={\tfrac {1}{4}}{\sqrt {2(5+{\sqrt {5}})}}\,.\end{aligned}}}
Dit soort berekeningen was vroeger, voor het tijdperk van de zakrekenmachine, handig om goniometrische tabellen op te stellen. Maar ze zijn nog steeds nuttig om problemen met goniometrie exact op te lossen. Omdat √5 te maken heeft met rechthoeken in halve vierkanten (zijden ter lengte 1 en 2, dus met Pythagoras schuine zijde √5) en regelmatige vijfhoeken, duikt √5 op in formules voor meetkundige figuren die van ze afgeleid worden, zoals voor de inhoud van een dodecaëder (regelmatig twaalfvlak).

## Diofantische benaderingen
De Stelling van Hurwitz in de getaltheorie over Diofantische benaderingen beweert dat elk irrationaal getal x met oneindig veel rationale getallen {\displaystyle m/n} benaderd kan worden (waarbij die breuk die niet verder vereenvoudigd kan worden) zodat
{\displaystyle \left|x-{\frac {m}{n}}\right|<{\frac {1}{{\sqrt {5}}\,n^{2}}}}
en dat √5 de krapste afschatting geeft, in de zin dat voor elke grotere constante dan √5 er een paar irrationale getallen x zijn waarvoor maar eindig veel benaderingen bestaan 
Verwant aan de stelling van Hurwitz is een andere stelling   dat voor elk drietal opeenvolgende convergenten van een kettingbreuk {\displaystyle p_{i}/q_{i}}, {\displaystyle p_{i+1}/q_{i+1}}, {\displaystyle p_{i+2}/q_{i+2}}, van een getal α, ten minste een van de volgende drie ongelijkheden geldt:
{\displaystyle \left|\alpha -{p_{i} \over q_{i}}\right|<{1 \over {\sqrt {5}}q_{i}^{2}},\qquad \left|\alpha -{p_{i+1} \over q_{i+1}}\right|<{1 \over {\sqrt {5}}q_{i+1}^{2}},\qquad \left|\alpha -{p_{i+2} \over q_{i+2}}\right|<{1 \over {\sqrt {5}}q_{i+2}^{2}}}
√5 in de noemer is de scherpst mogelijke grens voor de convergenten van de gulden snede. Een scherpere afschatting blijkt niet mogelijk te zijn door te kijken naar de vierde of latere convergenten.

## Algebra
De ring ℤ[√5] bevat getallen van de vorm a + b √-5, met a en b gehele getallen en √-5 het imaginaire getal i√5. Deze ring wordt vaak genoemd als voorbeeld van een integriteitsdomein dat geen uniek factorisatiedomein is. Het getal 6 kan binnen deze ring op twee manieren in factoren gesplitst worden:
{\displaystyle 6=2\cdot 3=(1-{\sqrt {-5}})(1+{\sqrt {-5}})}.
Het lichaam ℚ[√-5] is net als elk ander kwadratisch veld een Abelse uitbreiding van de rationale getallen (de breuken). De stelling van Gauss-Wantzel garandeert dat wortel 5 geschreven kan worden als een rationale lineaire combinatie van eenheidswortels:
{\displaystyle {\sqrt {5}}=e^{{\frac {2\pi }{5}}i}-e^{{\frac {4\pi }{5}}i}-e^{{\frac {6\pi }{5}}i}+e^{{\frac {8\pi }{5}}i}}
Rationale getallen, die geen geheel getal zijn, zijn tot geen enkele, positieve macht een geheel getal, dus is {\displaystyle {\sqrt {5\ }}} geen rationaal getal.

## Gelijkheden van Ramanujan
Wortel 5 komt voor in verschillende gelijkheden met kettingbreuken die Srinivasa Ramanujan ontdekte.
Bijvoorbeeld dit geval van de Rogers–Ramanujan kettingbreuk:
{\displaystyle {\cfrac {1}{1+{\cfrac {e^{-2\pi }}{1+{\cfrac {e^{-4\pi }}{1+{\cfrac {e^{-6\pi }}{1+\ddots }}}}}}}}=\left({\sqrt {\frac {5+{\sqrt {5}}}{2}}}-{\frac {{\sqrt {5}}+1}{2}}\right)e^{\frac {2\pi }{5}}=e^{\frac {2\pi }{5}}\left({\sqrt {\varphi {\sqrt {5}}}}-\varphi \right).}
{\displaystyle {\cfrac {1}{1+{\cfrac {e^{-2\pi {\sqrt {5}}}}{1+{\cfrac {e^{-4\pi {\sqrt {5}}}}{1+{\cfrac {e^{-6\pi {\sqrt {5}}}}{1+\ddots }}}}}}}}=\left({{\sqrt {5}} \over 1+{\sqrt[{5}]{5^{\frac {3}{4}}(\varphi -1)^{\frac {5}{2}}-1}}}-\varphi \right)e^{\frac {2\pi }{\sqrt {5}}}.}
{\displaystyle 4\int _{0}^{\infty }{\frac {xe^{-x{\sqrt {5}}}}{\cosh x}}\,dx={\cfrac {1}{1+{\cfrac {1^{2}}{1+{\cfrac {1^{2}}{1+{\cfrac {2^{2}}{1+{\cfrac {2^{2}}{1+{\cfrac {3^{2}}{1+{\cfrac {3^{2}}{1+\ddots }}}}}}}}}}}}}}.}